# Minnesota Pipers 1968-1969
La stagione 1968-69 dei Minnesota Pipers fu la 2ª nella ABA per la franchigia.
I Minnesota Pipers arrivarono quarti nella Eastern Division con un record di 36-42. Nei play-off persero la semifinale di division con i Miami Floridians (4-3).

## Roster
| N°    | Naz.                   | Ruolo | Sportivo           | Anno | Alt. | Peso |
| ----- | ---------------------- | ----- | ------------------ | ---- | ---- | ---- |
| 10    | Stati Uniti (bandiera) | G     | Chico Vaughn       | 1940 | 188  | 86   |
| 12    | Stati Uniti (bandiera) | GA    | Art Heyman         | 1941 | 196  | 93   |
| 12    | Stati Uniti (bandiera) | A     | Ken Wilburn        | 1944 | 198  | 88   |
| 13    | Stati Uniti (bandiera) | A     | Jim Kissane        | 1946 | 201  | 95   |
| 13-24 | Stati Uniti (bandiera) | A     | Leroy Wright       | 1938 | 206  | 98   |
| 14    | Stati Uniti (bandiera) | G     | Arvesta Kelly      | 1945 | 188  | 79   |
| 15    | Stati Uniti (bandiera) | C     | George Sutor       | 1943 | 203  | 107  |
| 20    | Stati Uniti (bandiera) | G     | Jim Jarvis         | 1943 | 185  | 79   |
| 22    | Stati Uniti (bandiera) | G     | Stephen Vacendak   | 1944 | 185  | 84   |
| 23-41 | Stati Uniti (bandiera) | C     | Tom Kondla         | 1946 | 203  | 102  |
| 24    | Stati Uniti (bandiera) | AC    | Mike Lewis         | 1946 | 203  | 102  |
| 25    | Stati Uniti (bandiera) | C     | Dan Anderson       | 1943 | 208  | 104  |
| 30    | Stati Uniti (bandiera) | G     | Steve Chubin       | 1944 | 188  | 91   |
| 30    | Stati Uniti (bandiera) | A     | Willie Porter      | 1942 | 201  | 93   |
| 32    | Stati Uniti (bandiera) | AC    | Trooper Washington | 1944 | 201  | 98   |
| 35    | Stati Uniti (bandiera) | A     | Frank Card         | 1944 | 201  | 88   |
| 41    | Stati Uniti (bandiera) | C     | Tom Hoover         | 1941 | 206  | 104  |
| 42    | Stati Uniti (bandiera) | AC    | Connie Hawkins     | 1942 | 203  | 95   |
| 44    | Stati Uniti (bandiera) | G     | Charlie Williams   | 1943 | 183  | 75   |
| 45    | Stati Uniti (bandiera) | GA    | Tony Jackson       | 1942 | 193  | 91   |

## Staff tecnico
- Allenatori: Jim Harding (18-8) (fino al 23 dicembre)[1], Vern Mikkelsen (6-6) (dal 23 dicembre al 12 gennaio)[2], Jim Harding (2-5) (dal 12 al 30 gennaio)[3], Verl Young (10-23)
- Vice-allenatore: Leroy Wright